# Santa Anna del Mas Companyó
Santa Anna del Mas Companyó és una capella del terme comunal de vila de Ceret, a la comarca del Vallespir (Catalunya del Nord), situada en el Mas Companyó.
És just a migdia del Mas d'en Ribes, a la zona muntanyosa del sector de migdia del terme, al sud-est del Mas de l'Arnau, al sud-oest del Mas d'en Ribes i al nord del Mas Sobirana. És al costat de ponent del Mas Companyó.
És una capella molt petita, de construcció popular, d'una sola nau gairebé quadrada amb absis a llevant. Té un petit campanar d'espadanya damunt de la porta.